# Orchestina cincta
Orchestina cincta là một loài nhện trong họ Oonopidae.
Loài này thuộc chi Orchestina. Orchestina cincta được Eugène Simon miêu tả năm 1893.